# UZ Pyxidis
UZ Pyxidis (HD 75021) är en ensam stjärna i norra delen av stjärnbilden Kompassen. Den har en högsta skenbar magnitud av ca 6,99 och kräver åtminstone en stark handkikare för att kunna observeras. Baserat på parallax enligt Gaia Data Release 3 på ca 0,89 mas, beräknas den befinna sig på ett avstånd på ca 3 640 ljusår (ca 1 120 parsek) från solen. Den rör sig bort från solen med en heliocentrisk radialhastighet på ca 13 km/s.
UZ Pyxidis ligger mitt mellan Alfa och Gamma Pyxidis. Den har en följeslagare med gemensam egenrörelse, HD 75022, separerad med mindre än 2 bågsekunder men de två är inte listade i dubbelstjärnekataloger.

## Egenskaper
UZ Pyxidis är en röd jättestjärna av spektralklass C55 J. Den har en massa som är ca 2,1 solmassor, en radie som är ca 221 solradier och har ca 5 650 gånger solens utstrålning av energi från dess fotosfär vid en effektiv temperatur av ca 3 300 K.
UZ Pyxidis är en kolstjärna som har stora mängder kol i dess atmosfär och bildar kolföreningar som får stjärnan att se slående röd ut. Den upptäcktes först 1893 för att den hade ett ovanligt spektrum. Enligt Morgan-Keenan-klassificeringen av kolstjärnor är UZ Pyxidis av spektraltyp C55, men om den vore en normal jättestjärna skulle detta motsvara en spektraltyp av ungefär K5. Den är också ovanlig eftersom det har mycket starka isotopiska band av C2 och CN.

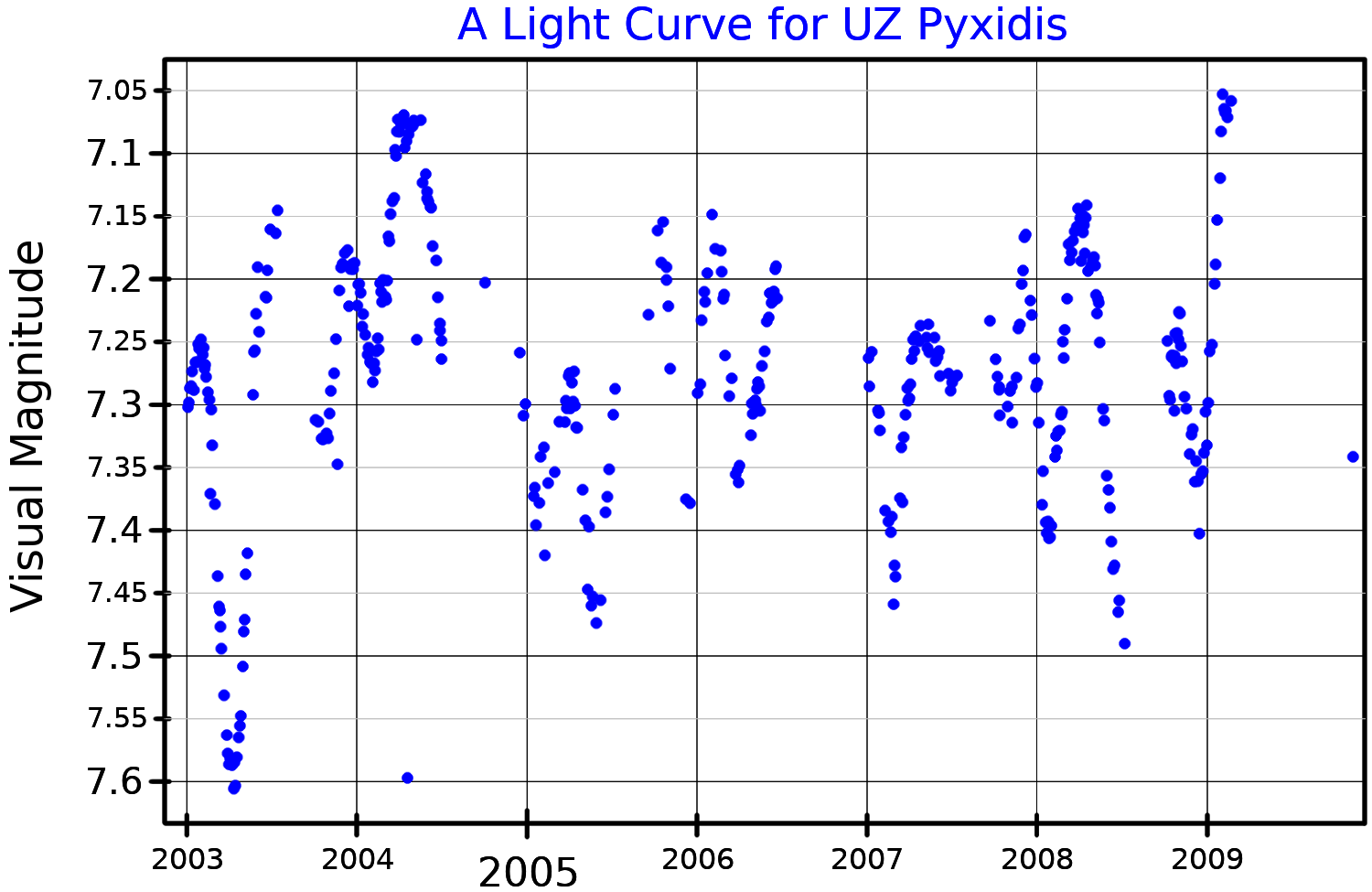
Ljuskurva i synliga bandet för UZ Pyxidis, plottad från ASAS-data.

UZ Pyxidis klassificeras som en halvregelbunden variabel med en dominant period på 159,6 dygn. Den varierar i ljusstyrka mellan skenbar magnitud 6,99 och 7,63. Variabiliteten rapporterades första gången 1972, och den variabla stjärnbeteckningen UZ Pyxidis tilldelades 1978.